# 카를로스 발레바
카를로스 눔 쿼마 발레바(프랑스어: Carlos Noom Quomah Baleba, 2004년 1월 3일 ~ )는 카메룬의 축구 선수이다. 그의 포지션은 미드필더로, 현재 잉글랜드 프리미어리그의 브라이턴 & 호브 앨비언에서 활약하고 있다.

## 어린 시절
카를로스 눔 쿼마 발레바는 2004년 1월 3일 카메룬, 두알라에서 태어났다. 그의 아버지는 남아프리카 공화국과 카메룬에서 활약한 전 프로 축구 선수이다. 그는 아콰 근처에서 자랐으며 바사족 혈통이다. 발레바는 두알라에 위치한 푸트르 사커 FC에서 축구를 시작하였고, 이후 13세의 나이에 에콜 데 풋볼 데 브라스리 뒤 캄룬 아카데미 센터에 입단했다.

## 클럽 경력

### 릴
2022년 1월, 발레바는 프랑스의 릴로 이적하였고, 이적하기 전 여러 유럽 클럽 스카우트들의 관심을 받았다. 조프리 바지에와 함께 노르에 도착한 두 아프리카인은 릴의 리저브 팀에 합류하여 2021–22 샹피오나 나시오날 3에 참가하였다.
발레바는 리그 1 2021-22 시즌 막바지에 1군에 합류했고, 프로 무대 데뷔를 하지 못한 채 교체 선수로 몇 차례 벤치에 앉았으나, 다음 프리시즌에서 새로 부임한 파울로 폰세카 감독에게 깊은 인상을 남겼다.
2022년 8월 7일, 그는 4-1로 이긴 오세르와의 리그 1 경기에서 안젤 고메스와 교체 투입되며 릴 소속으로 프로 데뷔전을 치렀다.

### 브라이턴 & 호브 앨비언
2023년 8월 29일, 프리미어리그의 브라이턴 & 호브 앨비언은 발레바와 5년 계약을 맺었다고 발표했다. 여러 보도에 따르면 이적 세부 사항은 기본 이적료 €27M, 최대 €3M의 보너스, 향후 발레바가 이적할 경우 릴이 이적료의 15%를 받을 수 있는 셀온 조항도 포함됐다. 9월 24일, 발레바는 3-1로 이긴 본머스와의 홈경기에서 73분에 마흐무드 다후드와 교체 투입되어 브라이턴 & 호브 앨비언 소속으로 프리미어리그 데뷔전을 치렀다. 10월 8일, 발레바는 2-2로 비긴 리버풀과의 경기에서 앨비언에서의 첫 선발 출전을 기록했다.

## 플레이스타일
체력, 드리블, 패스 범위가 뛰어난 발레바는 박스-투-박스 역할이나 홀딩 미드필더로 활약할 수 있는 완벽하고 강력한 중앙 미드필더이다. 그는 폴 포그바, 케빈 더 브라위너, 티아고 알칸타라, 그리고 전 릴 선수였던 니콜라 페페와 이드리사 게예를 우상으로 삼으며 성장하였다.